# Mimeremon flavovittatum
Mimeremon flavovittatum là một loài bọ cánh cứng trong họ Cerambycidae.